# Cesta básica
Cesta básica (português brasileiro) ou cabaz de compras (português europeu) é um conjunto formado por produtos utilizados por uma família durante um mês. Os produtos, em geral, são fontes de todos os gêneros alimentícios componentes da necessidade nutricional do ser humano. Existem diversos modelos de cesta básica, não havendo atualmente uma formulação precisa de quais produtos a compõem.

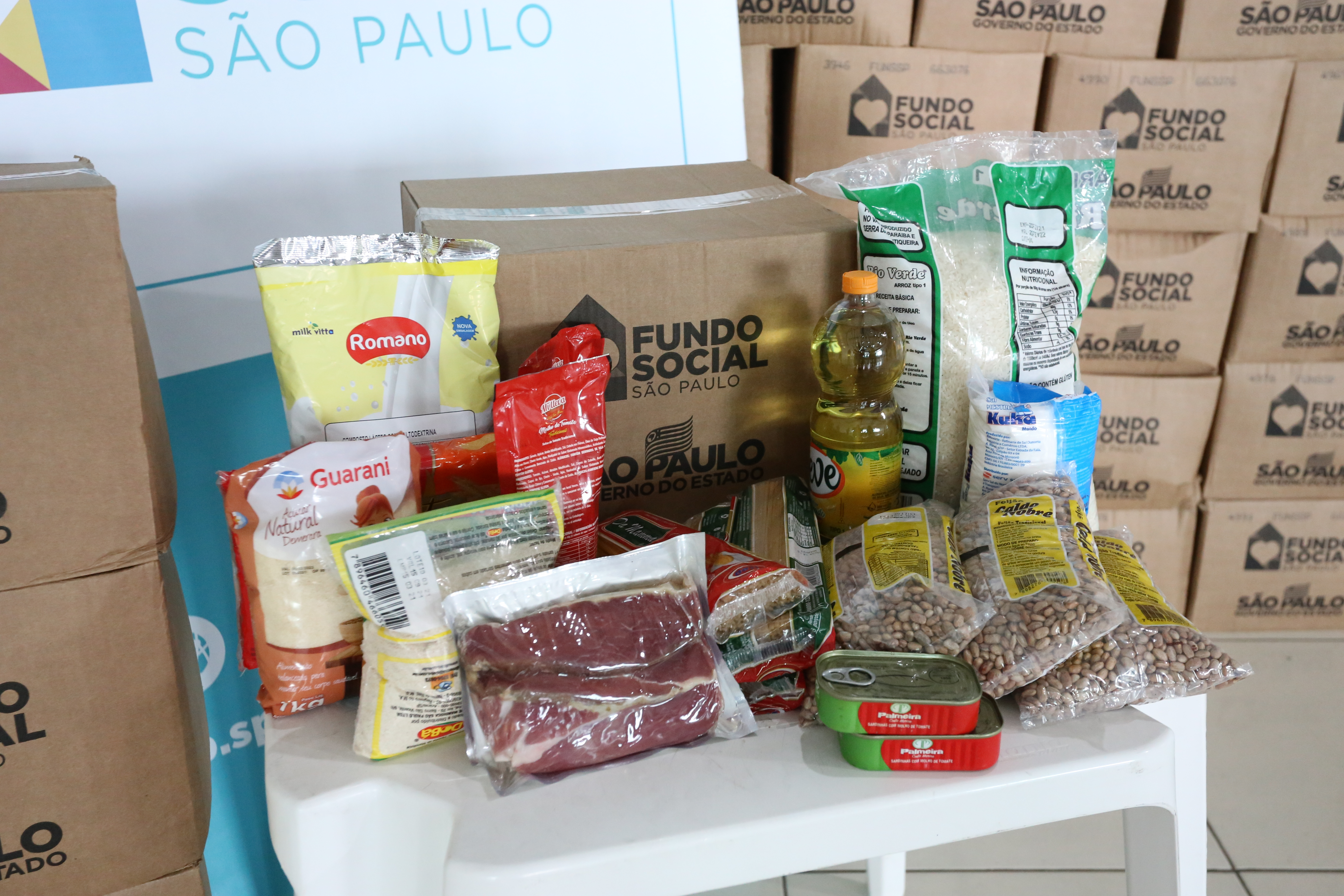
Cestas básicas entregues para famílias em situação de vulnerabilidade social

A noção de um conjunto mínimo de produtos alimentícios necessários para a nutrição de uma família durante um mês possui suas origens ligadas às definições de salário mínimo; até hoje, uma série de cestas básicas foram e continuam a ser propostas.

## Brasil
No Brasil, apesar de existirem diversos padrões de cestas básicas, aquele estabelecido pelo DIEESE é o mais comum. A cesta básica elaborada pelo DIEESE adquire preços e conteúdos diferentes de acordo com a região onde é montada. No geral, todas as cestas básicas são montadas com quantidades variadas de 13 gêneros alimentícios considerados necessários para a manutenção da vida: carne, leite, feijão, arroz, farinha, batata, tomate, pão, café em pó, frutas, açúcar, óleo (gordura) e manteiga.
| Alimento | Região 1 | Região 2 | Região 3 | Nacional |
| --- | -------- | -------- | -------- | -------- |
| Carne | 6,0 kg   | 4,5 kg   | 6,6 kg   | 6,0 kg   |
| Leite | 7,5 l    | 6,0 l    | 7,5 l    | 15,0 l   |
| Feijão | 4,5 kg   | 4,5 kg   | 4,5 kg   | 4,5 kg   |
| Arroz | 3,0 kg   | 3,6 kg   | 3,0 kg   | 3,0 kg   |
| Farinha | 1,5 kg   | 3,0 kg   | 1,5 kg   | 1,5 kg   |
| Batata | 6,0 kg   | não há   | 6,0 kg   | 6,0 kg   |
| Legumes (Tomate) | 9,0 kg   | 12,0 kg  | 9,0 kg   | 9,0 kg   |
| Pão | 6,0 kg   | 6,0 kg   | 6,0 kg   | 6,0 kg   |
| Café em pó | 600 g    | 300 g    | 600 g    | 600 g    |
| Frutas (Banana) | 90 unid. | 90 unid. | 90 unid. | 90 unid. |
| Açúcar | 3,0 kg   | 3,0 kg   | 3,0 kg   | 3,0 kg   |
| Banha/Óleo | 750 g    | 750 g    | 900 g    | 1,5 kg   |
| Manteiga | 750 g    | 750 g    | 750 g    | 900 g    |
| Região 1: Estados de SP, MG, ES, RJ, GO e DF. Região 2: Estados de PE, BA, CE, RN, AL, SE, AM, PA, PI, TO, AC, PB, RO, AP, RR e MA. Região 3: Estados de PR, SC, RS, MT e MS. Nacional: Cesta média para o trabalhador de todo o território nacional. |          |          |          |          |

Como a cesta é definida através de padrões alimentícios regionais, é esperado que quantidades se mantenham similares ao analisar diferentes cestas distribuídas em regiões iguais. É importante observar também que cestas básicas cedidas por empresas aos seus funcionários não necessariamente apresentam todos os gêneros alimentícios citados, uma vez que as quantidades e os produtos são geralmente determinados entre acordos entre os 2 grupos.
Existem também no país cestas básicas contendo produtos de higiene pessoal e limpeza; essas, entretanto, são menos comuns. Além disso, elas não são obrigatórias nem estão regulamentadas.

### Aspectos econômicos da cesta básica
A cesta básica é utilizada na área da economia com um instrumento de medida da inflação, sendo um indicador importante de como o aumento do preço dos produtos afeta o dia-a-dia e a alimentação da população no geral. Ela pode estar associada a alguns índices como o IPC (índice de preço do consumidor).

Além disso, segundo o Decreto-lei n°399 de 30 de abril de 1938, o salário mínimo é:
"A remuneração devida ao trabalhador adulto, sem distinção de sexo, por dia normal de serviço, capaz de satisfazer, em determinada época e região do país, às suas necessidades normais de alimentação, habitação, vestuário, higiene e transporte."
Sendo assim, o DIEESE também estipula uma relação entre a cesta básica e o salário-mínimo, acompanhando a evolução do preço da cesta básica brasileira e calculando seu custo mensal com relação ao salário mínimo vigente.
No mês de agosto de 2020, foi considerado que o salário mínimo necessário para atender à alimentação e às demais necessidades da população seria de R$4536,12, em contraste com o salário mínimo nominal de R$1045,00 vigente.

### Aspectos nutricionais da cesta básica
No âmbito da nutrição, a cesta básica brasileira contém todos os grupos alimentares relativos à necessidade nutricional diária. Embora haja propostas para melhorar a composição e adequação nutricional da cesta, os principais grupos químicos e nutricionais estão atualmente presentes nas provisões mínimas para a cesta básica.

#### Carboidratos
Os carboidratos são as biomoléculas existentes em maior proporção. Na cesta básica do DIEESE, as principais fontes de carboidratos são o arroz, a farinha, a batata e o pão.
Esses alimentos contêm grandes teores de monossacarídeos (como a glicose), oligossacarídeos (provenientes da união de monossacarídeos, a exemplo da sacarose e da maltose), e também polissacarídeos (como o amido, composto pela união de um número grande de monossacarídeos). Os carboidratos que possuem mais de um monossacarídeo serão quebrados em suas respectivas partes menores, por meio de reações enzimáticas, durante a digestão no corpo humano.
Os carboidratos são compostos orgânicos com mais de um grupo funcional, sendo compostos principalmente por átomos de carbono, hidrogênio e oxigênio e possuindo fórmula geral (CH2O)n. Sua oxidação pelas vias metabólicas fornece a principal fonte de energia para as células do corpo humano, e seu armazenamento, na forma de glicogênio (um polissacarídeo), é a principal reserva energética humana.

#### Proteínas
Devido à ausência de algumas enzimas em seu organismo, os seres humanos, assim como os animais em geral, não são capazes de sintetizar os 20 tipos de aminoácidos e, portanto, devem adquirir os aminoácidos essenciais (aqueles que não são sintetizados) por meio da dieta alimentar.
Depois da água, as proteínas são o principal tipo de molécula no corpo humano: elas servem como um importante componente estrutural das células animais, principalmente dos músculos. Elas também atuam como membranas e são precursoras de outras moléculas importantes para a vida, como o ácido nucleico.  Quando há falta de carboidratos e lipídeos, as proteínas também podem servir como fonte de energia para o corpo humano.
Dependendo da idade, é recomendado pela Autoridade Europeia de Segurança Alimentar que se ingira de 0,83 g a 1,31 g de proteína por quilograma de massa corporal ao dia. As principais fontes alimentares de proteína encontradas na cesta básica são a carne, o leite e o feijão. No entanto, ovos, peixes e nozes são mais alguns exemplos de alimentos ricos em proteína.
A desnutrição proteica é relativamente comum e pode causar doenças como a diarreia, fígado gorduroso, desenvolvimento de linfócitos T e o atraso no desenvolvimento infantil. Por outro lado, o excesso de proteínas favorece a formação de cálculos urinários e é associado por alguns estudos com a alta pressão arterial.

#### Lipídios
Os lipídios são um grupo amplo de moléculas orgânicas naturais, sendo representado principalmente por gorduras, ceras, esteróis e algumas vitaminas (as lipossolúveis, A, D, E e K). Apesar disso, os lipídios costumam ser resumidos aos triglicerídeos, grupo que as gorduras constituem.
Os seres humanos e outros mamíferos possuem a capacidade metabólica de sintetizar e degradar a maioria dos lipídios, porém alguns, chamados ácidos gordos essenciais, devem ser obtidos por meio da dieta. Nesse sentido, a banha e a manteiga são os dois principais representantes do grupo na cesta básica, mas doces, biscoitos recheados e alguns derivados do leite também são fontes ricas dessas moléculas.  O excesso desses alimentos pode provocar sobrepeso e doenças cardiovasculares, enquanto a falta pode levar ao raquitismo. Assim, é necessário um equilíbrio na alimentação.
Os lipídios são uma fonte de energia mais rica que os carboidratos. No entanto, eles só são consumidos pelas células na ausência de glicose. Além disso, os lipídios têm uma importante atuação como membrana biológica, tendo em vista suas propriedades químicas relacionadas às diferenças de polaridade de diferentes partes da molécula.
Esse grupo também é importante para a regulação térmica do corpo, uma vez que constitui a hipoderme, camada da pele que age como isolante térmico. Por fim, a gordura pode servir para proteger mecanicamente áreas do corpo contra choques.

#### Vitaminas
As vitaminas são compostos não sintetizados pelo corpo humano, que são estritamente obtidos pela alimentação. Elas possuem diversas funções, sendo que a maioria das vitaminas catalisa reações químicas que não ocorreriam em tempo hábil naturalmente no corpo humano.
As vitaminas são divididas em dois grandes grupos: as hidrossolúveis (solúveis em água), que correspondem às oito vitaminas do complexo B e à vitamina C, e as lipossolúveis (solúveis em substâncias apolares, como lipídeos), que correspondem às vitaminas A, D, E e K.
O grupo hidrossolúvel, pela sua característica principal de ser solúvel em água, é facilmente excretado pelo corpo humano; assim, sua ingestão é recomendada diariamente. Por sua vez, o grupo lipossolúvel, devido a seu armazenamento em substâncias apolares, não necessita de ingestão diária.
As vitaminas existem em todos os alimentos da cesta básica; entretanto, um único alimento não é capaz de fornecer todas as vitaminas necessárias para o corpo humano. Uma vez que a deficiência de vitaminas causa uma série de doenças, a alimentação balanceada também se faz necessária para que sejam ingeridas todas as vitaminas em quantidades adequadas.

#### Sais minerais
Os sais minerais são espécies químicas inorgânicas eletricamente carregadas que garantem o bom funcionamento de processos metabólicos. Sendo assim, eles são fundamentais no combate a doenças e na cicatrização, por exemplo. Os sais minerais constituem um grupo bem variado e, por isso, podem ser encontrados em variados tipos de alimentos.
Algumas atuações que merecem destaque são as dos íons sódio e potássio, que além de regularem a água no organismo, atuam no sistema nervoso e na contração muscular. Além deles, sais de cálcio e fósforo são importantes na composição dos ossos. Outro exemplo famoso é o ferro, que atua no transporte de oxigênio. Podem ser citados também o flúor, o magnésio e o zinco. É importante ressaltar que cada um deles é proveniente de fontes alimentícias variadas.

### Cesta Básica Nacional
Com a promulgação da Emenda Constitucional 132/2023, instituindo uma ampla reforma tributária, com a unificação de cinco tributos — ICMS, ISS, IPI, PIS e Cofins — em uma cobrança única, que será dividida entre os níveis federal (CBS: Contribuição sobre Bens e Serviços) e estadual (IBS: Imposto sobre Bens e Serviços), foi aprovada a isenção de todos os impostos incidentes sobre os alimentos que compõem a Cesta Básica Nacional.
Em 6 de março de 2024, foi publicado o Decreto nº 11.936/2024 criando uma cesta básica no âmbito da Política Nacional de Segurança Alimentar e Nutricional e da Política Nacional de Abastecimento Alimentar, composta por alimentos de dez grupos diferentes: feijões (leguminosas); cereais; raízes e tubérculos; legumes e verduras; frutas; castanhas e nozes (oleaginosas); carnes e ovos; leites e queijos; açúcares, sal, óleo e gorduras; café, chá, mate e especiarias. 
A medida busca fomentar uma cesta básica composta de alimentos in natura ou minimamente processados e desincentivar a ingestão de alimentos ultraprocessados, com o intuito de reduzir doenças, melhorar qualidade de vida, gerar renda a pequenos produtores e proteger o meio ambiente. A nova cesta deve funcionar como guia orientador de políticas do governo voltadas para a alimentação e não tem relação com a Cesta Básica Nacional aprovada pela reforma tributária, regulamentada por lei complementar.
A regulamentação da reforma tributária (Lei Complementar n° 214/2025 - Anexo I) prevê 26 grupos de alimentos isentos de IBS e CBS: arroz, leite, manteiga, margarina, feijões, café, óleo de babaçu, farinhas de trigo, de mandioca, de aveia e de milho, tapioca, grãos de milho e de aveia, açúcar, massas alimentícias, pão francês, carnes bovina, suína, ovina, caprina e de aves, peixes, sal, mate e uma seleção de queijos. No anexo XV, são isentos ovos, raízes, tubérculos, cocos, verduras, legumes e frutas. 
Também foi estabelecida uma lista de alimentos com alíquota reduzida, com desconto de 60% no valor dos impostos (Anexo VII) como crustáceos e moluscos, leite fermentado, bebidas e compostos lácteos, mel, alguns tipos de farinhas e grãos de cereais, amido de milho, óleos de soja e milho e demais óleos vegetais, sucos e polpas de frutas, pão de forma, extrato de tomate, oleaginosas, legumes em conserva, dentre outros produtos.

## Portugal
Em Portugal a Cesta Básica é normalmente designada  por “cabaz de compras”. Este cabaz contém uma ampla variedade de produtos e serviços habitualmente consumidos por uma família representativa. O preço total do “cabaz de compras” fornece uma medida do nível geral de preços, e é verificado periodicamente para ver quanto é que os preços estão a subir ou a descer.